# Umjetnost i dijete
Umjetnost i dijete bio je hrvatski dvomjesečnik za estetski odgoj, dječje stvaralaštvo i društvene probleme mladih koji je izlazio od 1969. do 1997. godine.

## Povijest
Umjetnost i dijete pokrenut je s namjerom da potiče i razvija kreativnost mladih i djece, te da stručno umjetnički i znanstveno prenosi napore i dostignuća onih pregalaca koji brinu o kulturnom profiliranju i stjecanju estetskog habitusa djece i omladine.

## Uredništvo
Urednici časopisa bili su Danko Oblak, Joža Skok, Danica Nola i Ivo Zalar, a nakladnik Savez društava Naša djeca Hrvatske.